# بنبونية

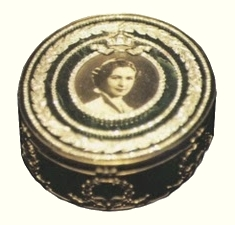
بنبونية حفل زفاف الملكة فريدة.

البُنبُونِيَّة (بالإيطالية: Bomboniere)‏ هي هدية تقدم في المناسبات، وهي علبة صغيرة تحتوي عادة على الملبس أو البُنبون.